# Seznam filmskih festivalov v Sloveniji
Seznam filmskih festivalov v Republiki Sloveniji.
| Ime                                              | Prva izvedba | Prizorišče | Mesec       | Zadnja izvedba | Organizator                                                               | Spletna stran                                                   | Druga imena                                                         |
| ------------------------------------------------ | ------------ | --- | ----------- | -------------- | ------------------------------------------------------------------------- | --------------------------------------------------------------- | ------------------------------------------------------------------- |
| Animateka                                        | 2004         | Ljubljana | december    | 2017           | Društvo za oživljanje zgodbe 2 koluta                                     | animateka.si                                                    | Mednarodni festival animiranega filma                               |
| Antropološki filmski festival otrok in mladih    | 2015         | Ljubljana | maj         | 2015           | Transit film Bazaar, Trubarjeva hiša literature, Saprabolt                |                                                                 |                                                                     |
| Blejski filmski festival                         | 2014         | Bled | junij       | 2015           | Zavod Bled Film Festival                                                  | bledff.si                                                       |                                                                     |
| Bovec Outdoor Film Festival                      | 2008         | Bovec | december    | 2017           | ŠD Drča                                                                   | boff.si                                                         |                                                                     |
| Dnevi etnografskega filma                        | 2007         | Ljubljana | marec       | 2018           | Slovensko etnografsko društvo                                             | def.si                                                          |                                                                     |
| Dnevi nemškega filma                             | 2017         | Ljubljana | oktober     | 2018           | Goethe-Institut Ljubljana                                                 | goethe.de                                                       |                                                                     |
| Festival 35–mm filma                             | 2013         | Ljubljana | junij       | 17.–21.6.2014  | Slovenska kinoteka                                                        | kinoteka.si                                                     |                                                                     |
| Festival dokumentarnega filma                    | 1999         | Ljubljana | marec       | 2018           | Cankarjev dom                                                             | fdf.si                                                          |                                                                     |
| Festival evropskega in mediteranskega filma      | 2010         | Piran | oktober     | 2017           | Zavod FEMF, Fivia                                                         | femf.si Arhivirano 2021-05-19 na Wayback Machine.               |                                                                     |
| Festival frankofonskega filma                    | 2012         | Ljubljana | marec/april | 2018           | Francoski inštitut v Sloveniji                                            | institutfrance.si                                               |                                                                     |
| Festival gorniškega filma                        | 2007         | Celje, Domžale, Krško, Ljubljana, Ptuj                                                                          | februar     | 2018           | Društvo za gorsko kulturo                                                 | gorniski.si                                                     | Mednarodni gorniški festival                                        |
| Festival LGBT filma                              | 1984         | Ljubljana, Ptuj, Celje, Koper, Maribor, Bistrica ob Sotli                                                       | december    | 2017           | Društvo ŠKUC                                                              | ljudmila.org                                                    | Festival gejevskega in lezbičnega filma                             |
| Festival migrantskega filma                      | 2010         | Ljubljana | junij       | 2018           | Slovenska filantropija                                                    | fmf-slovenija.si                                                |                                                                     |
| Festival mladinske filmske ustvarjalnosti        | 2004         | Ljubljana | maj         | 2018           | MIZŠ, ZRSŠ, Vegova, SSOF                                                  | videomanija.si                                                  | Festival mladinskega filma                                          |
| Festival neodvisnega filma Slovenije             | 2013         | Domžale | november    | 2017           | Društvo MILF, JSKD                                                        | fnf.si                                                          |                                                                     |
| Festival slovenskega filma                       | 1998         | Portorož | september   | 2017           | Slovenski filmski center, Ministrstvo za kulturo, Občina Piran            | fsf.si                                                          |                                                                     |
| Festival strpnosti v Ljubljani                   | 2015         | Ljubljana | januar      | 2018           | Udruga Jewish film festival Zagreb, Mini teater, Judovski kulturni center | mini-teater.si                                                  |                                                                     |
| FilmMixer - Festival neodvisnega filma           | 2014         | Kranj | september   | 2017           | Zavod Carnica, Zavod HudeShoezz                                           | www.filmmixer.si Arhivirano 2016-02-08 na Wayback Machine.      |                                                                     |
| Filmski festival Novo mesto                      | 2009         | Novo mesto | avgust      | 24.–27.8.2011  | Društvo ljubiteljev filma Novo mesto                                      |                                                                 |                                                                     |
| Filmski festival gluhih                          | 2007         | Ljubljana | oktober     | 2017           | Društvo gluhih in naglušnih Ljubljana                                     |                                                                 |                                                                     |
| Filmski festival zoom                            | 2007         | Ljubljana | marec       | 2018           | Pionirski dom - Center za kulturo mladih                                  | www.e-zoom.si Arhivirano 2015-10-18 na Wayback Machine.         |                                                                     |
| Grossmannov festival fantastičnega filma in vina | 2005         | Ljutomer | julij       | 2018           | KUD Festival Ljutomer                                                     | grossmann.si                                                    |                                                                     |
| Idrija Sky Fishing Festival                      | 2016         | Idrija | maj         | 2017           | RD Idrija, Gloomis                                                        | www.idrija-flyfest.si Arhivirano 2016-02-08 na Wayback Machine. |                                                                     |
| Kino Otok – Isola Cinema                         | 2004         | Izola | junij       | 2018           | Zavod za razvijanje filmske kulture Otok                                  | isolacinema.si                                                  |                                                                     |
| Kinotrip – mladi za mlade                        | 2016         | Ljubljana | marec       | 2018           | Kinodvor                                                                  | kinodvor.org                                                    |                                                                     |
| Koroški Outdoor Film Festival - KOFF             | 2012         | Mežica | januar      | 2018           | Steber Team                                                               | Facebook stran                                                  |                                                                     |
| Kurja polt                                       | 2014         | Ljubljana | april       | 2018           | Društvo Kurja polt                                                        | kurjapolt.org                                                   | Festival žanrskega filma                                            |
| Ljubljanski mednarodni filmski festival          | 1990         | Ljubljana, Maribor                                                                                              | november    | 2017           | Cankarjev dom                                                             | liffe.si                                                        | Film Art Fest                                                       |
| Luksuz festival poceni filma                     | 2003         | Krško | november    | 6.–7.11.2015   | DZMP Krško                                                                | luksuz.si Arhivirano 2012-07-29 na Wayback Machine.             |                                                                     |
| Mednarodni festival dokumentarnega filma DOKUDOC | 2010         | Maribor | avgust      | 2017           | Mitra                                                                     | dokumentarci.si                                                 | Revija slovenskega dokumentarnega filma                             |
| Mednarodni festival kratkega filma               | 2015         | Ljubljana | avgust      | 2017           | Društvo za uveljavljanje kratkega filma                                   | Facebook Uradna stran                                           | Festival kratkih Kraken, FeKK - Festival kratkega filma v Ljubljani |
| Mednarodni filmski festival Kranjska Gora        | 2016         | Kranjska Gora                                                                                                   | avgust      | 2018           | Zavod Javšnik & Klapa                                                     | kgiff.si                                                        | KGIFF                                                               |
| Mednarodni festival za otroke in mlade           | 2015         | Ljubljana, Slovenska Bistrica, Izola, Velenje, Celje, Nova Gorica, Domžale, Krško, Sežana, Slovenj Gradec, Ptuj | oktober     | 2017           | Zavod za uveljavljanje vizualne kulture Vizo                              | filmnaoko.si/                                                   | Kino na oko                                                         |
| SHOTS                                            | 2016         | Slovenj Gradec                                                                                                  | avgust      | 2018           | Društvo eksperimentalne umetnosti Slovenija, KD Slovenj Gradec            | shots.si                                                        |                                                                     |
| Sprehodi pod morjem                              | 2009         | Slovenske Konjice                                                                                               | februar     | 2018           | Občina Slovenske Konjice, PK Slovenske Konjice                            | sprehodipodmorjem.si                                            |                                                                     |
| StopTrik                                         | 2012         | Maribor | oktober     | 2018           | Pekarna Magdalenske mreže                                                 | stoptrik.eu                                                     |                                                                     |
| Teden italijanskega filma                        | 2018         | Ljubljana | maja        | 2018           | Slovenska kinoteka, Istituto Italiano di Cultura Lubiana                  |                                                                 |                                                                     |
| Toti festival                                    | 2000         | Maribor | november    | 23.11.2013     | Film in video klub Maribor                                                | www.videoklub-maribor.si                                        |                                                                     |
| Zlati klas - filmski festival Zlatka Šugmana     | 2008         | Gorišnica | maj         | 2018           | OŠ Gorišnica, Občina Gorišnica                                            | filmfestival.osgorisnica.eu                                     |                                                                     |
| Zrno soli                                        | 2012*        | Piran | maj         | 2018           | Zavod Javšnik & klapa, Občina Piran, ZKD Piran, OI JSKD Piran             |                                                                 | Festival otroške ustvarjalnosti in živahnic                         |

- 2011 organiziran prvič kot Festival otroškega filma[1]